# Calyptothecium australinum
Calyptothecium australinum är en bladmossart som beskrevs av Jean Édouard Gabriel Narcisse Paris 1904. Calyptothecium australinum ingår i släktet Calyptothecium och familjen Pterobryaceae. Inga underarter finns listade i Catalogue of Life.